# Nemanja Vučićević
Nemanja Vučićević (Belgrado, Yugoslavia (actual Serbia); 11 de agosto de 1979) es un futbolista serbio.

## Clubes
| Club                 | País                | Año       |
| -------------------- | ------------------- | --------- |
| FK Grafičar Beograd  | Yugoslavia          | 1998-2000 |
| OFK Belgrado         | Yugoslavia          | 2000-2001 |
| FC Lokomotiv Moscú   | Rusia               | 2001-2003 |
| OFK Belgrado         | Serbia y Montenegro | 2003      |
| 1860 Múnich          | Alemania            | 2004-2007 |
| Colonia              | Alemania            | 2007-2009 |
| Hapoel Tel Aviv      | Israel              | 2009-2010 |
| AO Kavala            | Grecia              | 2010-2011 |
| Anorthosis Famagusta | Chipre              | 2011-2012 |
| Vestel Manisaspor    | Turquía             | 2012      |
| F. C. Tokyo          | Japón               | 2012-2013 |

## Palmarés

### Campeonatos nacionales
| Título      | Club            | País   | Año  |
| ----------- | --------------- | ------ | ---- |
| Ligat ha'Al | Hapoel Tel Aviv | Israel | 2010 |